# Камышное (Сафакулевский район)
Камышное — село в Сафакулевском районе Курганской области. Административный центр Камышинского сельсовета.

## История
Основано в 1924 году. По данным на 1926 год выселок Камышное состоял из 46 хозяйств. В административном отношении входила в состав Мартыновского сельсовета Яланского района Челябинского округа Уральской области.

## Население
| 1989 | 2002 | 2010 |
| ---- | ---- | ---- |
| 974  | ↘776 | ↘668 |

По данным переписи 1926 года на выселке проживало 198 человек (100 мужчин и 98 женщин), в том числе: русские составляли 100 % населения.
Национальный состав
Согласно результатам Всероссийской переписи населения 2002 года, в национальной структуре населения русские составляли 55 %, башкиры — 33%.

## Религия
Православные храмы
- Строится церковь Владимира равноапостольного